# Bergsjön (Bälinge socken, Västergötland)
Bergsjön är en sjö i Alingsås kommun i Västergötland och ingår i Göta älvs huvudavrinningsområde.